# وامو
وامو (به انگلیسی: Wammu) نرم‌افزاری برای مدیریت و ارتباط با دستگاه‌های تلفن همراه است. این نرم‌افزار دستگاه‌های بسیاری از برندهای نوکیا، زیمنس و آلکاتل را پشتیبانی می‌کند. بر روی سیستم‌عامل‌های لینوکس و ویندوز قابل نصب است.

## امکانات وامو
- پشتیبانی (خواندن، رونوشت و حذف) دفتر تلفن، todo و تقویم[۲]
- خواندن/ساختن/فرستاند/پشتیبانی گرفتن پیام‌های کوتاه[۲]
- فرستادن پرونده به دستگاه (پشتیبانی تنها در دستگاه‌های OBEX و سونی اریکسون)[۲]